# Gornji Varoš
Gornji Varoš – wieś w Chorwacji, w żupanii brodzko-posawskiej, w gminie Stara Gradiška. W 2011 roku liczyła 258 mieszkańców.